# Mughiphantes hindukuschensis
Mughiphantes hindukuschensis är en spindelart som först beskrevs av Miller och Jan Buchar 1972.  Mughiphantes hindukuschensis ingår i släktet Mughiphantes och familjen täckvävarspindlar.
Artens utbredningsområde är Afghanistan. Inga underarter finns listade i Catalogue of Life.